# Oncidium fuscatum
Oncidium fuscatum är en orkidéart som beskrevs av Heinrich Gustav Reichenbach. Oncidium fuscatum ingår i släktet Oncidium och familjen orkidéer. Inga underarter finns listade i Catalogue of Life.

## Bildgalleri

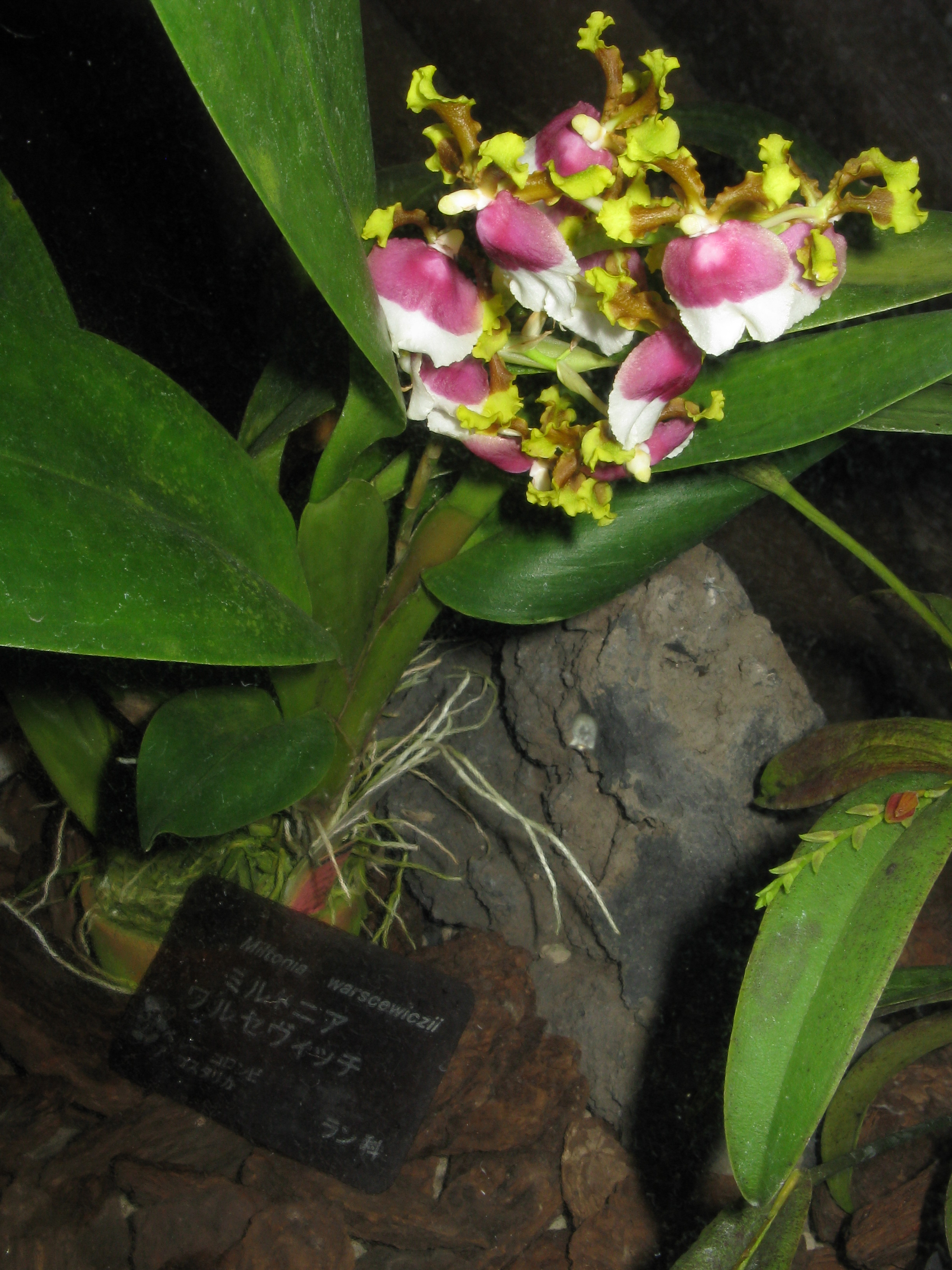
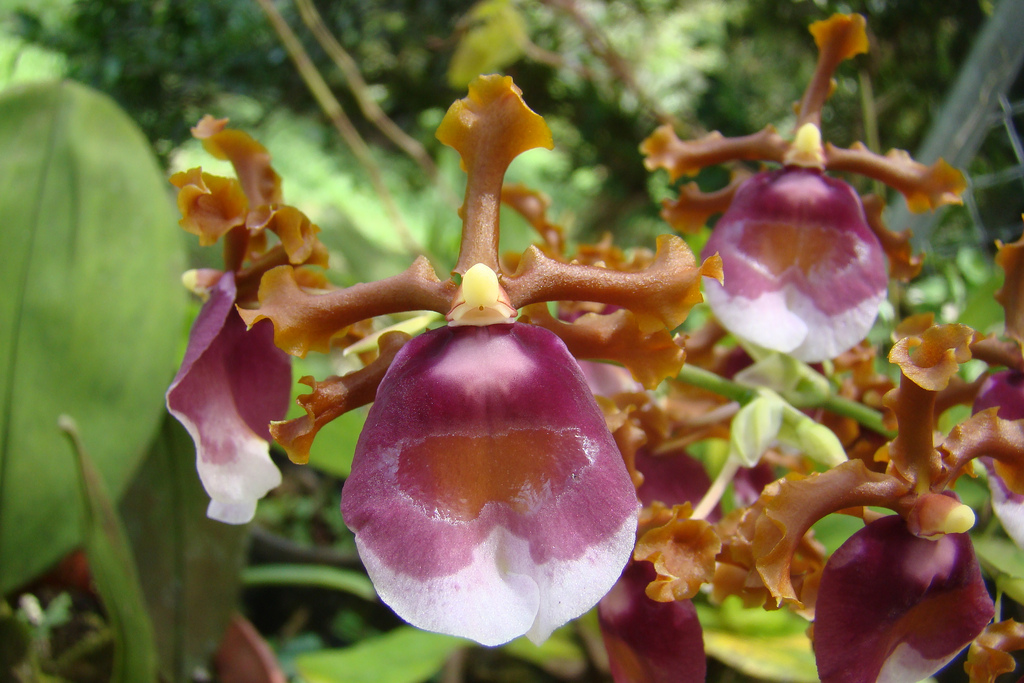
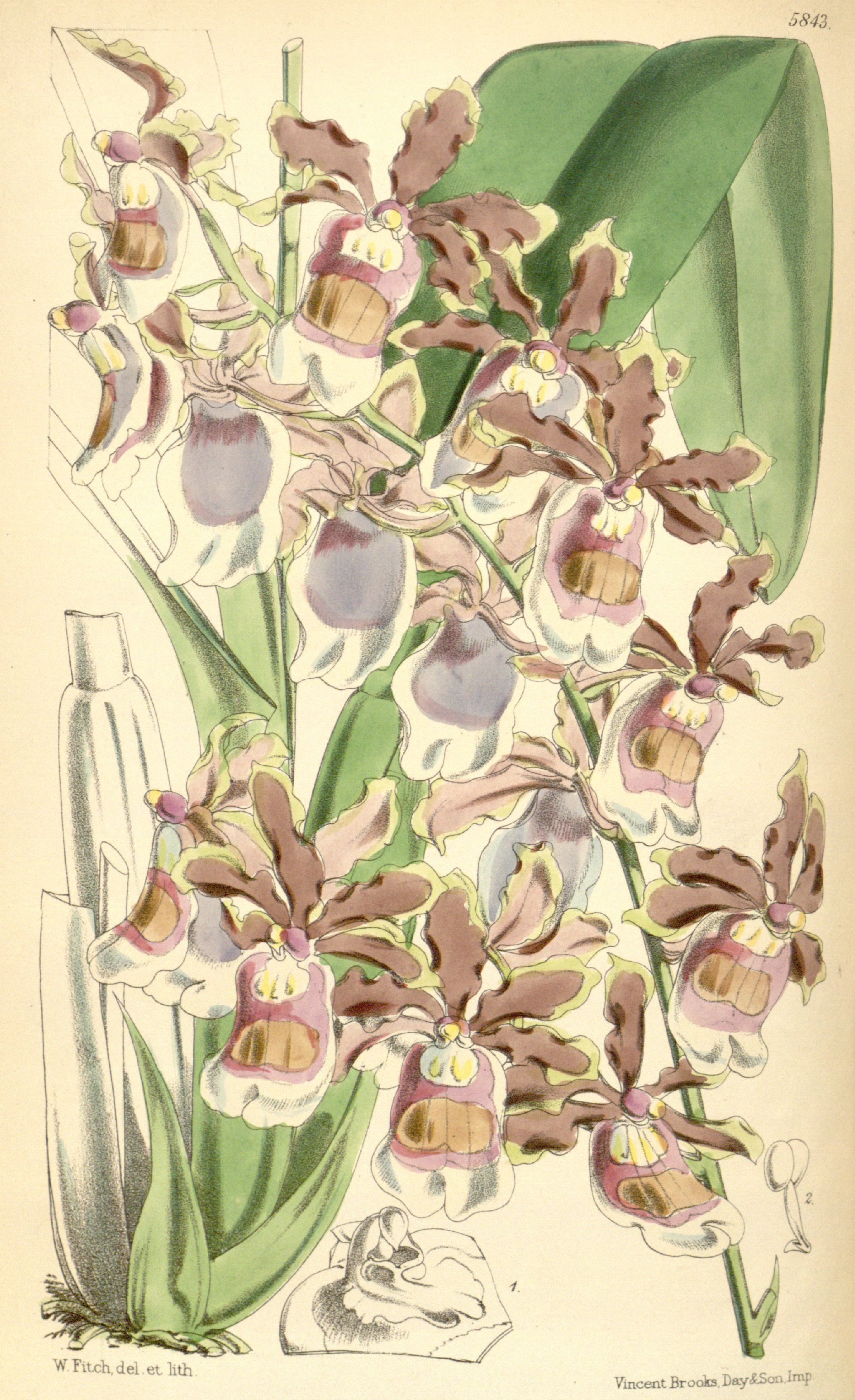